# Bicske–Székesfehérvár-vasútvonal
A Bicske-Székesfehérvár vasútvonal a MÁV 6-os számú, egyvágányú, nem villamosított vonala volt.

## Története
A vasútvonalat 1898. november 23-án nyitotta meg a Bicske–székesfehérvár–sárbogárdi HÉV vasúttársaság. A személyszállítás 1979. május 26-án szűnt meg rajta. A Székesfehérvár – Lovasberény és Bicske – HM olajraktár közötti szakaszát az 1980-as években felújították, és teherszállításra használták. A pálya további része romos és hiányos – ennélfogva járhatatlan; a 811-es főútból a keresztező vágányokat kibontották, de a MÁV által engedélyezett bontások mellett előfordulnak sínlopások is. A pátkai híd magassága akadályozta a közúti teherforgalmat, de elbontása helyett 2007 júniusában az aluljáró mélyítésével oldották meg a problémát.
Érdekesség, hogy a vonal teljes felújítását az 1980-as években is tervbe vették. Az 1973-as olajválságot követően akkor megálmodott Eocén program a hazai szénvagyon minél szélesebb körű felhasználását tervezte, ami új bányák nyitásával és hozzájuk erőművek építésével járt volna. A program által elhatározott Dunántúli Gyűjtőerőművet Bicskén tervezték építeni, a vasútvonal így lerövidítette volna a bakonyi szén szállítási útját Székesfehérvár felől. Az erőmű sohasem készült el, bár egyes kísérő beruházások (például a hozzá vezető iparvágány és a bekötőútjának felüljárója) igen.
A vasútvonal szerepel Moldova György: Akit a mozdony füstje megcsapott… című könyvében, ahol riportot készített a vértesacsai pályamesterrel. Itt az utolsó vonat 1987-ben közlekedett, egy filmforgatás alkalmából.
Jelenleg a vonal csak a székesfehérvári Arconic Köfém (hajdani Könnyűfémmű) üzemig járható. A Zsálya utcai átjárónál állandó vörös tárcsa került kitűzésre. Előtte Székesfehérvár és Lovasberény között volt járható a pálya (2017 májusában egy Nohab vontatta különvonat járta be ezt a szakaszt), szórványos teherforgalom zajlott. A Lovasberény-Bicske vonalszakasz járhatatlan, több helyen elbontották, közvetlenül a bicskei kiágazás után sínlopások történtek, illetve benőtte a bozótos növényzet. A Lovasberény – Székesfehérvár viszonylaton 2019-ben közlekedett utoljára fával rakott tehervonat, azóta a fahordással is felhagytak már. A pálya állapota miatt az utolsó időkben már gyakoriak voltak az 5 km/h sebességre korlátozó lassújelek. 2022. április 13-án a csalai útátjáróból is elbontották a közutat szintben keresztező vágányt, ezzel a 6-os vonal utolsó megmaradt szakasza fizikailag is járhatatlanná vált.

### A Vál-völgyi kisvasút
2009-ben vásárolta meg a Puskás Ferenc Labdarúgó Akadémia a vasútvonal Bicske és Vértesacsa közötti, felhagyott szakaszát. Az alapítvány kezdetben a vonal északi részének újjáépítését tervezte Bicske állomás és az Alcsúti Arborétum között. A 2012-ben készült tervek szerint 21 tonna tengelyterhelésre alkalmas normál nyomtávú pálya épült volna, azonban később új tervek születtek, most már 760 mm nyomtávú kisvasút építésére a nagyvasút egykori nyomvonalán. A felcsúti kisvasút építése 2015 nyarán indult meg. A felcsúti stadion és az alcsúti arborétum közötti szakaszt 2016. április 30-án adták át. A felcsúti állomásépületet teljesen felújították, mellé kocsiszín épült.

## Állomások és megállóhelyek
- Alcsút - Felcsút: I. osztályú HÉV típusépület, 2011 folyamán az eredeti állapotára újították fel. Az állomás egykori vágányait felszedték, rakodóját és a két végén található őrházakat elbontották. 2015-ben kisvasúti állomás és mozdonyszín épült az egykori nagyvasúti állomás területén.
- Vértesboglár: az épületből semmi nem maradt, a vasúti híd megvan, sínek már nincsenek, néhány helyen már talpfa sincs. Az állomáson forgatták 1976-ban Gaál István: Naponta két vonat című játékfilmjét.
- Vértesacsa: 3 vágányos állomás volt III. osztályú HÉV típusépülettel. Az épület kritikus, romos állapotban van. A hozzá tartozó őrházat és bakterházat lakják, illetve használják. Az állomáson forgatták 1977-ben Fábri Zoltán: Magyarok című játékfilmjének egyes jeleneteit.
- Vereb: megállóhely volt felvételi épülettel, szolgálattal. Az épület már nincs meg. A síneket felszedték, csak az aljak (talpfák, néhol sínszeges leerősítéssel) jelzik a vasút helyét.[7]
- Lovasberény: a vonal egyetlen üzemelő vasútállomása 4 vágánnyal, II. osztályú HÉV típusépülettel.  Az épület vakolatdíszeit egy felújítás során leverték, így nem az eredeti állapotában látható. Székesfehérvár felől a vonal idáig volt járható.
- Pátka: egykori háromvágányos állomás III. osztályú HÉV típusépülettel. Az épület díszei nélkül, ajtók és ablakok nélkül áll. A második vágány az átmenő vágány, harmadikat elbontották, az első nem használható, mert a váltói nem állíthatók. Az állomáson forgatták 1983-ban Bacsó Péter: Te rongyos élet című játékfilmjének egyes jeleneteit.

A vasút és a mai 811-es főút keresztezése közelében álló őrházak, az út (minden bizonnyal nyomvonal-korrekció miatt) már megszűnt vasúti keresztezésével együtt láthatók Dobray György A Mi Ügyünk, avagy az utolsó hazai maffia hiteles története című játékfilmjében; az egymás mellett álló két vasúti épület egyikén az Alsórókás-Rendező felirat olvasható.
- Csala: egykori kétvágányos állomás IV. osztályú HÉV típusépülettel. Az épület részeit a bezárás után tolvajok szétlopták, a megmaradt épületromot a MÁV 2004-ben bontotta el. Kitérő vágányát korábban, a vasútvonal bezárás utáni felújításakor bontották el.
- Pákozd (Kisfalud): egykori kétvágányos állomás IV. osztályú HÉV típusépülettel. Az épületet lakják. Külsőleg kissé átalakították: az eredeti cseréptetőt palára cserélték, az egykori vakolatdíszeket a felújítás során nem építették újjá. Székesfehérvári kijáratánál őrház áll.